# Josef Veselý (1948)
Josef Veselý (* 5. března 1948) je bývalý český fotbalista, útočník. Jeho bratrem je bývalý fotbalový reprezentant Bohumil Veselý.

## Fotbalová kariéra
V lize hrál za Spartu Praha. V Poháru vítězů pohárů hrál za Spartu v sezóně 1972–1973 při postupu do semifinále přes FC Schalke 04. Nastoupil ve 24 ligových utkáních a dal 1 gól.

## Ligová bilance
| Ročník                                   | Zápasy | Góly | Klub         |
| ---------------------------------------- | ------ | ---- | ------------ |
| 1. československá fotbalová liga 1971/72 | 1      | 0    | Sparta Praha |
| 1. československá fotbalová liga 1972/73 | 17     | 1    | Sparta Praha |
| 1. československá fotbalová liga 1973/74 | 6      | 0    | Sparta Praha |
| CELKEM 1. liga                           | 24     | 1    |              |